# Schisandra repanda
Schisandra repanda là một loài thực vật có hoa trong họ Schisandraceae. Loài này được (Siebold & Zucc.) Radlk. miêu tả khoa học đầu tiên năm 1886.